# بخش بتل، شهرستان بلترامی، مینه سوتا
بخش بتل (به انگلیسی: Battle Township) یک منطقهٔ مسکونی در ایالات متحده آمریکا است که در شهرستان بلترامی، مینه‌سوتا واقع شده‌است.
 بخش بتل ۳۵٫۶ کیلومتر مربع مساحت و ۶۰ نفر جمعیت دارد و ۳۶۰ متر بالاتر از سطح دریا واقع شده‌است.